# Riuttonen
Riuttonen är en sjö i kommunen Soini i landskapet Södra Österbotten i Finland. Arean är 46 hektar och strandlinjen är 4,69 kilometer lång. Sjön  ingår i Kumo älvs huvudavrinningsområde.   Den ligger omkring 71 kilometer öster om Seinäjoki och omkring 300 kilometer norr om Helsingfors. 